# Auburn (Massachusetts)

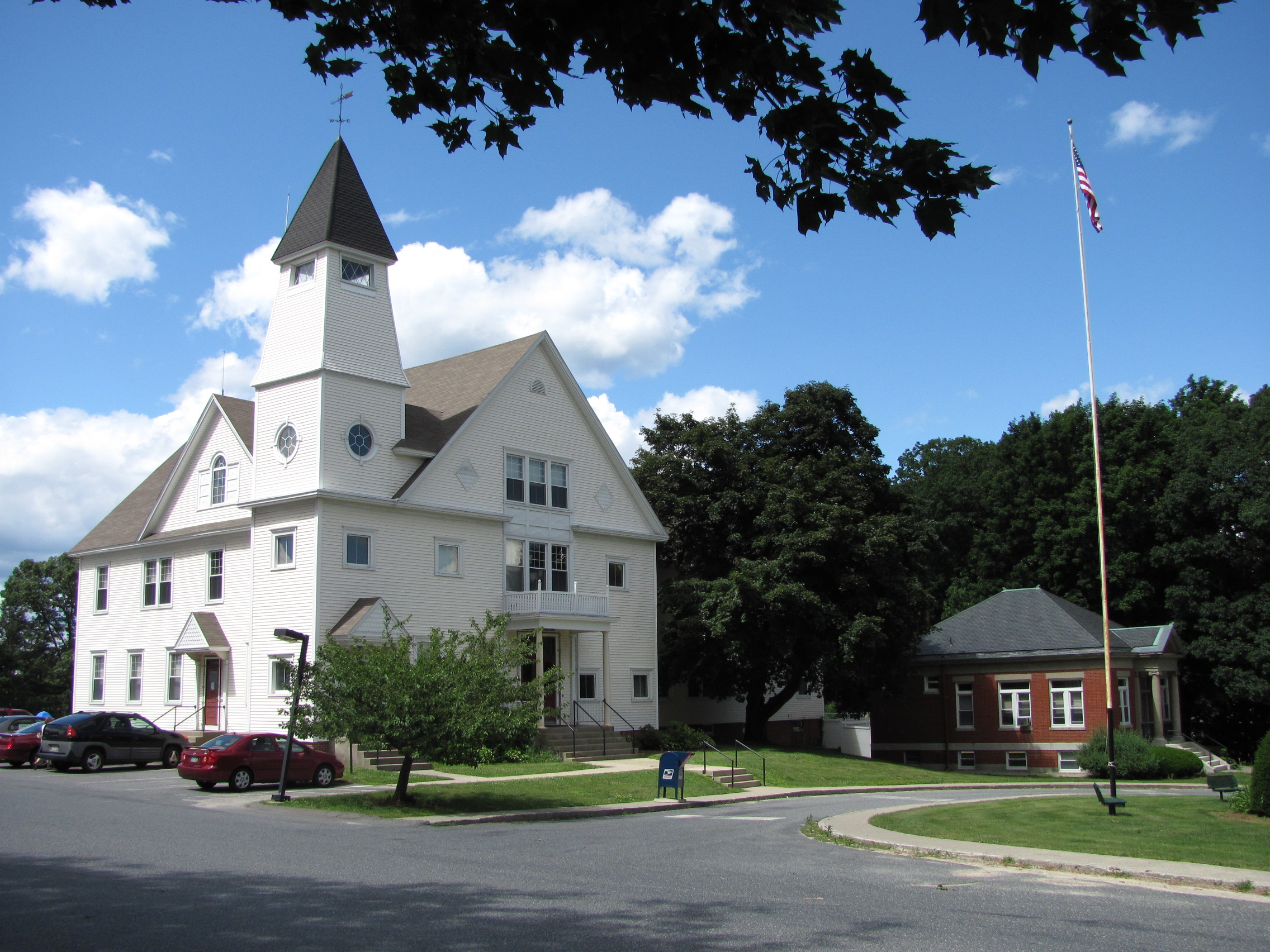
Escritório e Biblioteca Municipal de Auburn - MA

Auburn é uma vila localizada no condado de Worcester no estado estadounidense de Massachusetts. No Censo de 2010 tinha uma população de 16.188 habitantes e uma densidade populacional de 380,81 pessoas por km².

## História
A área de Auburn foi estabelecida, em 1714, como uma das partes externas do que, atualmente, é a área de Worcester, de Sutton, de Leicester e de Oxford, Massachusetts; a cidade foi incorporada oficialmente ao mapa como a o nome de "Ward", em 10 de abril de 1778, em homenagem ao revolucionário Artemas Ward. A cidade mudou seu nome para Auburn em 1837, depois que a estação de correios se queixou que o nome era demasiado similar à cidade próxima de Ware, Massachusetts. 
Antes da incorporação, a maior parte de Auburn era a conhecida Paróquia Sul de Worcester; Outras porções estavam nos limites da cidade de Leicester e Millbury, também no estado de Massachusetts.
Robert Goddard lançou o primeiro foguete de propulsão líquida em Auburn, 16 de março de 1926.  Goddard é memorado com a existência do Parque Memoral Goddard, localizado logo após à sede do departamento de bombeiros da cidade. No parque, há um modelo do protótipo de foguete com sistema de propelente líquido e do míssel balístico Polaris (Tipo A-1). 
Adicionalmente, há um pequeno memorial comemorando o fato no local onde ele lançou o foguete (entre o primeiro e o nono buraco do clube Pakachoag de Golf). 

## Geografia
Auburn encontra-se localizado nas coordenadas 42° 11′ 55″ N, 71° 50′ 46″ O. Segundo a Departamento do Censo dos Estados Unidos, Auburn tem uma superfície total de 42.51 km², da qual 40.09 km² correspondem a terra firme e (5.7%) 2.42 km² é água.

## Demografia
Segundo o censo de 2010, tinha 16.188 pessoas residindo em Auburn. A densidade populacional era de 380,81 hab./km². Dos 16.188 habitantes, Auburn estava composto pelo 94.92% brancos, o 1.1% eram afroamericanos, o 0.14% eram amerindios, o 1.85% eram asiáticos, o 0.02% eram insulares do Pacífico, o 0.59% eram de outras raças e o 1.38% pertenciam a duas ou mais raças. Do total da população o 2.63% eram hispanos ou latinos de qualquer raça.